# Jim Button
Jim Button (Jim Knopf in het Duits geheten) is een Duits-Franse animatieserie uit 1996, gebaseerd op het boek Jim Knopf und Lukas der Lokomotivführer van Michael Ende, dat in Duitsland eerder werd bewerkt voor de marionettenreeks Augsburger Puppenkiste. In Nederland werd de huidige serie uitgezonden door Fox Kids, van 2001 tot 2004. De serie werd van 26 augustus 1999 tot 30 september 2000 op Cartoon Network uitgezonden in de Verenigde Staten van Amerika.
In Europa werd de serie uitgezonden op Fox Kids.

## Verhaal
Jim Button en zijn beste vriend Luke wonen op een eiland genaamd Morgenland (Morrowland). Omdat er geen plek op het eiland is voor een huis voor Jim zullen alle spoorrails moeten worden afgebroken. Hierom besluit Luke die machinist is het eiland te verlaten samen met zijn trouwe locomotief Emma. Als Jim dit hoort besluit hij met Luke mee te gaan. Ze hebben geen flauw idee welke gevaren er loeren in de wereld waarin ze terechtkomen. Zo komen ze onderweg piraten tegen, 'de Wilde 13' die prinses Lisi van Mandala gevangen hebben genomen en meenemen naar Somberland (Sorrowland), waar de machtige draak mevrouw Knarstand heerst. Nadat ze aan zijn gekomen in Mandala maken ze kennis met keizer Poemkin, de vader van Lisi; de bedrieglijke eerste minister Pi Pa Poo en diens hulpje Meewentee, Jooviloopiebluu de keizerlijke kok en diens kleinzoon Ping Pong.
Het eerste deel van de afleveringen draait om Jim en Luke die hun best doen om met Emma in Somberland te komen en prinses Lisi te bevrijden. Ze komen allerlei mensen, piraten, reuzen, halfdraken en draken tegen en worden voortdurend tegengewerkt door handlangers van Mevrouw Knarstand. Ook Pi Pa Poo probeert ze het eerste gedeelte van hun reis te dwarsbomen, hij heeft gezorgd dat Lisi in handen van mevrouw Knarstand kwam om de keizer te breken en zelf de macht over te nemen. Lisi wordt ondertussen geplaatst in de klas van mevrouw Knarstand met een stel andere kinderen die er al vanaf dat ze peuter zijn zitten, Ping Pong komt er door toedoen van Pi Pa Poo ook heen gebracht. Dokter Stethoscoop, een draak die als dokter fungeert, kreeg sympathie voor de gevangenen en gaat uiteindelijk aan hun kant staan. Het doel van mevrouw Knarstand is om te leren lachen, iets wat alleen mensen kunnen en draken niet.
Uiteindelijk lukt het Jim, Luke en hun nieuwe vriend uit het land der halfdraken Nepomuk om Somberland te bereiken en de kinderen te bevrijden met hulp van de ondergrondse draakratten. Mevrouw Knarstand snelt ze achterna met haar wachters, die echter afhaken omdat ze niet tegen het water kunnen. Mevrouw Knarstand en haar twee handlangers zetten de achtervolging in de Gele Rivier op. Echter mevrouw Knarstand staat nu een stuk zwakker zonder haar leger en begeeft zich ook op onbekend terrein. In Ping, de hoofdstad van Mandala, schakelen Jim, Lisi en Luke de verzwakte mevrouw Knarstand uit, wordt Pi Pa Poo die zich tot keizer heeft gekroond verbannen en verslaat de keizerlijke vloot onderweg naar Morgenland 'de Wilde 13'.
Echter, voor Jim terug naar Morgenland ging, vergaf hij mevrouw Knarstand en kreeg haar aan het lachen, wat haar persoonlijkheid voorgoed veranderde, ze transformeerde hierdoor in een Gouden Draak van Wijsheid. Deze afleveringen draaiden om het kristal van eeuwigheid. In de race voor dit kristal waren Jim en Luke met de nu vliegende locomotief Emma, al snel werden ze bijgestaan door Lisi; 'de Wilde 13' met hun nieuwe schip en tot slot Pi Pa Poo die het oude schip van 'de Wilde 13' onder zijn beheer heeft.
Uiteindelijk wordt Pi Pa Poo overwonnen, Jims locomotief Molly wordt veranderd in het kristal van eeuwigheid en 'de wilde 13' blijken de 'de 12 jonkers' te zijn die eigenlijk aan Jims kant horen te staan wat ze dan ook doen. Uiteindelijk vernietigen ze hun thuishaven 'het land dat niet mag bestaan' en komt een land naar boven waar Jim koning van is. Morgenland ligt erbovenop.

## Stemmen
- Jim Button - Henk Dikmoet
- Luke - Luk Van Mello
- Prinses Lisi - Angela Schijf
- Mevrouw Knarstand - Marloes van den Heuvel
- Moeder van Jim Button - Beatrijs Sluijter
- kapitein van de Wilde 13 - Carol van Herwijnen
- Dokter Stekel - Jan Nonhof

## Dvd
Er is één dvd van Jim Button verschenen met de afleveringen:
- Een verrassingspakket
- De mooie gevangene
- Mandala

De afleveringen duren elk 26 minuten en zijn Nederlands gesproken. Ze zijn uitgebracht door Just Entertainment.